# Martin Wegelius
Martin Wegelius (Helsinki, 10 de noviembre de 1846 - ídem, 22 de marzo de 1906) fue un compositor y musicólogo finlandés, principalmente recordado como el fundador, en 1882, del Instituto de Música de Helsinki, que desde 1939 se conoce como la Academia Sibelius.
Wegelius estudió en Leipzig, Viena y Munich. Tenía la intención de seguir una carrera como compositor, y escribió varias obras orquestales y un número significativo de obras de cámara y vocales. Era un admirador de Wagner, pero compuso predominantemente en estilo Romántico. Después de la fundación del Instituto tenía poco tiempo para componer, y parece que se concentró exclusivamente en la enseñanza. El alumno más famoso del Instituto de Wegelius fue Jean Sibelius.
A menudo es comparado con su contemporáneo y rival Robert Kajanus, fundador de la  Orquesta Filarmónica de Helsinki, la primera orquesta filarmónica profesional de los países nórdicos.